# 676 Melitta
Melitta (asteróide 676) é um asteróide da cintura principal com um diâmetro de 79,99 quilómetros, a 2,6741037 UA. Possui uma excentricidade de 0,1268212 e um período orbital de 1 957,54 dias (5,36 anos).
Melitta tem uma velocidade orbital média de 17,01982992 km/s e uma inclinação de 12,85851º.
Esse asteróide foi descoberto em 16 de Janeiro de 1909 por Philibert Melotte.